# Phaeoura magnificans
Phaeoura magnificans là một loài bướm đêm trong họ Geometridae.